# 埃特納鎮區 (密歇根州米索基縣)
埃特納鎮區（英語：Aetna Township）是位於美國密歇根州米索基縣的一個行政鎮區。

## 地方資料
埃特納鎮區的面積為92.94平方千米，當中陸地面積為92.92平方千米，而水域面積為0.02平方千米。根據2020年美國人口普查的數據，當地共有人口429人，而人口密度為每平方千米4.62人。